# 湘南 (アルバム)
『湘南』（しょうなん）は、日本のロックバンドであるTUBEの11作目のオリジナル・アルバム。
1991年5月25日にソニー・ミュージックレコーズから初回限定盤がリリースされ、同年5月29日に通常盤がリリースされた。前作『N・A・T・S・U』（1990年）よりおよそ1年振りにリリースされた作品であり、1曲を除いて全作詞を前田亘輝、全作曲を春畑道哉が手掛けプロデュースは長戸大幸が担当している。
本作はメンバーが青春時代を過ごした「湘南」がテーマとして選定されており、アルバム全編を通して短編フィルムのような構成になっていることが特徴となっている。また本作制作中に前田の友人である土田宗志が死去したことを受けて制作された楽曲も収録されている。
本作はオリコンアルバムチャートにおいて初回限定盤が最高位第3位となり、売り上げ枚数は40万枚を超えたため日本レコード協会からプラチナ認定を受けている。本作からは先行シングルとして「湘南My Love」がシングルカットされた他、収録曲である「泣き濡れてカニと戯るバトルロイヤル・ビーチ」がテレビ朝日系クイズ番組『クイズバトルロイヤル待ったあり!』（1991年）のオープニングテーマとして使用された他、「夏よ走れ」が日本自転車振興会「マウンテンバイク」のコマーシャルソングとして使用、「十年先のラブストーリー」がエム・アンド・アイ住販のコマーシャルソングとして使用された。

## 背景
10枚目のアルバム『N・A・T・S・U』（1990年）をリリースしたTUBEは、同作を受けたコンサートツアー「TUBE LIVE AROUND BE NATURAL」を同年4月14日の昭島市民会館公演を皮切りに、7月15日の綾瀬市民会館公演まで47都市全50公演を実施した。約4か月に亘って行われたホール・ツアーであったが、ツアー中に風邪を患った前田は5月9日の岡山市民会館公演および5月10日の島根県民会館公演において声が出ない状態に陥った。前田は「ヴォーカリストが歌えなければタダの人」だと自らを戒め、また代わりがいないことで改めてツアーの厳しさを知ることになったという。その後に行われた野外ライブツアーは「Sometime Presents TUBE LIVE AROUND SPECIAL 嗚呼! 夏休み」と題して同年7月28日の浜田市営陸上競技場特設ステージ公演を皮切りに、9月1日の沖縄市民会館公演まで5都市全5公演が行われた。TUBEの過去のシングル曲は横文字のタイトルが多く南国のビーチを想起させる内容が多かったが、同年にリリースされたシングル「あー夏休み」はそのイメージを払拭する内容であり、それまでのビーチやサマーという表現から浴衣や花火、葦簀などの日本の夏を想起させる言葉が使用され、TUBEによる新たな夏の風景が表現された1曲であったため、野外ライブにおいても日本の夏を象徴するものが組み込まれていた。

## 録音、制作
本作のレコーディングは1991年1月から開始された。ギター担当の春畑道哉およびベース担当の角野秀行、ドラムス担当の松本玲二の3名は音作りのためにスタジオと自宅との往復を繰り返しており、歌入れの出番が回ってこないボーカル担当の前田亘輝は時折スタジオを訪れてはメンバーに檄を飛ばす日々を送っていた。前年からメンバーそれぞれの役割が明確になっていたこともあり、音作りついては楽器隊がすべて行いその間に前田は作詞するアイデアを得るためにアンテナを張り巡らせる状態になっていた。
同時期に前田は10代の頃にともにバンドを結成し、長らく連絡が取れていなかった友人の土田宗志に連絡をしたところ、ガンを患って入院していることが発覚した。前田は高校時代に幾度となく土田とバンドを結成しており、土田は角野とバンドを結成したこともあった。TUBEとしてのデビュー後にもサポートメンバーとして土田は参加しており、初のツアーに組み込まれていた北海道公演においては自動車の運転も行っていた。前田が土田が入院している病院に見舞いに行ったところ、病床において土田は人工呼吸器を抱えた上に治療の影響で丸刈りになっている状態であったが、枕元にドラムスティックが置いてあり再びバンド活動を行う意欲を見せていた。その頃シングル用の作詞を行う段階になった前田は、自身が出演しているラジオ番組の企画で九州に所在する熊本県立熊本北高等学校の野球部に応援歌を制作することになり、作詞を土田に依頼することを決定した。
レコーディングが中盤に差し掛かった頃に前田の出番が増加し、作詞と歌入れがほぼ同時に進んでいく中で、前田は10代を過ごした地元である湘南をテーマに作詞を行っていた。ある夜に土田から歌詞が完成したと連絡があり、病院へ行くと病状が進行しているためペンが持てなくなった土田の代わりに土田と交際している女性がノートに歌詞を書いていた。土田はタイトルを「スタンド・アップ」にしたいと要求したものの、作詞のクレジットに自身の名前は記載しないことを要求したが前田はそれを断った。前田は完成した歌詞でレコーディングを行い、自らサブタイトルを付与して「Stand Up 熱き仲間達」というタイトルで熊本県立熊本北高等学校の応援歌として完成した。
本作リリース前でありコンサートツアー開始日前日の1991年4月12日、メンバーは完成した音源を以って土田の病室を訪れ、音源を聴いた後に土田はメンバーに対して「ツアー頑張ってね。俺もまた元気になったらドラムやるからさ」と述べた。翌日の4月13日に土田の母親から前日の夜中に土田が死去したという電話があり、葬儀に参列した前田は実感がまったく湧かず涙もまったく出なかったという。前田はデビューして間もない頃に土田とともに6畳一間で家賃7千円のアパートを借りており、その後そのアパートは土田がそのまま使用していた。前田は土田と交際していた女性にアパートをどうするのか尋ねたところ、「しばらく借りておきたいの。7千円だったら払えるしね」との返答を受け、女性の土田に対する愛情の深さを知った前田は「十年先のラブストーリー」の歌詞を完成させることになった。

## 音楽性と歌詞
書籍『地球音楽ライブラリー チューブ 改訂版』では、前作と比較してより身近な「湘南」というテーマを選択したことについて、前作に引き続き「ナチュラル&シンプル」な発想に基づいて決定されたものであると指摘している。同書では発想や表題がシンプルではあるものの味わい深い抒情的な内容であると主張、さらにそれが大胆不敵に突きつけるのではなく「隙間からこぼれてくる」ような表現方法であると記している。本作は全曲を通して短編フィルムのような構成になっており、同書では「湘南で10代を謳歌した彼らの青春時代を題材にした自主製作映画を観る思いがする」と例えた上で、冒頭は大人になり成熟した男性が江ノ島を眺めるイメージで「湘南 My Love」が始まり、次曲「はよつけ鎌倉」では10年程度時が遡り江ノ島電鉄で鎌倉を目指す若者の「1秒も我慢もできない様子」が描かれていると主張している。「茅ヶ崎Pipeline」は現代に時が戻り茅ヶ崎の荒れた海を眺める男性が、鵠沼でサーファーとしてデビューした10年前の出来事を思い出す内容で、「泣き濡れてカニと戯るバトルロイヤル・ビーチ」はサーファーとしてデビューしたころのナンパ劇を描いた楽曲であり、「めぐりくるSeason」は若かりし日の純情な失恋ソングになっていると同書では主張している。
「Surf Song」は成熟した男性が過去の自分と現在の自分、荒い波に挑むサーファーとその場に佇む自身を重ね合わせて自らの原点を思い出す内容であり、「ウルトラバイオレットNO.1」および「夏よ走れ」は元気を取り戻した男性が浜辺で見た伝説のギャルや夏の浜辺でのアルバイト経験を思い出す内容になっていると同書では記している。「葉山でDance! All Night」は10代最後の夏の一夜の思い出を描いた内容であり、同書では「平和で無邪気な場面と対峙する現実が浮かぶ」と記されている。「Smile And Peace」について同書では「日常しか見えなかった少年が社会の矛盾も見えるほどに成長したことをあらわしている」と記している他、エンディング・テーマとして相応しいのが「十年先のラブストーリー」であり、同書では「この歌に込められた気持ちが本作の主題に他ならない」と記している。
音楽ライターである藤井徹貫は同時期のTUBEは「振り切る遊び」と「こっそり忍ばせる遊び（遊び心）」の2種類を使い分けるようになったと主張し、本作収録曲である「ウルトラバイオレットNO.1」は前者に当たり「徹底的に遊んでいる」と指摘した。藤井は同曲がミュージカルからカントリー・ミュージックまでを網羅し、イギリスの楽曲「ボギー大佐」（1914年）や植木等の要素が導入されていると指摘した上で、「約3分40秒の楽曲だが、交響曲や組曲に膨らませても面白そうだし、春畑の『いつか映画のサウンドトラックを作ってみたい』という言葉も想起される」と述べている。藤井は余談として「ウルトラバイオレット」とは紫外線のことであると解説、また日焼けサロンの紫外線がメラニンのみを増加させるUVAであるとも解説している。「夏よ走れ」のギターソロについて藤井は、前田と春畑が同じスタジオに滞在していたと推測した上で「ハル、もっとバリバリ!!」「もっと速く!!」とリクエストしたのではないかと述べた他、コミカルな歌詞の楽曲であってもコーラスが導入されている点が「TUBEらしさ」であると指摘、コーラスの原案がフィル・スペクターによるウォール・オブ・サウンドからの影響であると推測した上で、日本においては大瀧詠一がその手法を用いてアルバム『A LONG VACATION』（1981年）を制作したことを紹介している。「十年先のラブストーリー」について藤井は「湘南My Love」と対を成す楽曲であると主張し、「湘南My Love」が「遠ざかっていく過去」を題材としているのに対して「十年先のラブストーリー」は「追いかけても追いつくことのない未来」を題材にしていると述べた上で、両曲が示しているテーマが「永遠」であると述べている。

## リリース、批評、チャート成績
| 専門評論家によるレビュー | 専門評論家によるレビュー |
| レビュー・スコア         | レビュー・スコア         |
| 出典                     | 評価                     |
| ------------------------ | ------------------------ |
| CDジャーナル             | 肯定的                   |

本作は1991年5月25日にソニー・ミュージックレコーズから初回限定盤としてラジオをデザインしたCDキャリングケースとカラーブックレットが付属したCDとしてリリースされ、同年5月29日に通常盤としてCDおよびCTの2形態でリリースされた。本作の帯に記載されたキャッチフレーズは「湘南で夏が笑えば又一つ素敵なストーリーがあふれだす。」であった。本作のジャケットおよびブックレットの写真は湘南およびサイパン島で撮影された。同年5月2日に先行シングルとして「湘南My Love」がリリースされた。本作収録曲である「泣き濡れてカニと戯るバトルロイヤル・ビーチ」がテレビ朝日系クイズ番組『クイズバトルロイヤル待ったあり!』（1991年）のオープニングテーマとして使用された他、「夏よ走れ」が日本自転車振興会「マウンテンバイク」のコマーシャルソングとして使用、「十年先のラブ・ストーリー」がエム・アンド・アイ住販のコマーシャルソングとして使用された。
音楽情報サイト『CDジャーナル』では、本作について「C調でコミカルで、よく考えて作ってある」と指摘、9曲目「葉山でDance! All Night」のギタープレイがスティーリー・ダン的な発想であり、日焼けを題材とした7曲目「ウルトラバイオレットNO.1」については「実のところ増加する皮膚ガンへの警鐘歌だ」と指摘、10曲目「Smile And Peace」のテーマが世界平和であると主張した上で、「TUBEの夏、日本の夏。なんかこれはこれですごくいいと思う」と肯定的に評価した。本作の初回限定盤はオリコンアルバムチャートにて最高位第3位の登場週数3回で売り上げ枚数は9.4万枚、通常盤は最高位第5位の登場週数22回で売り上げ枚数は41.8万枚となり、総合での売り上げ枚数は51.2万枚となった。本作は1990年代のTUBEのアルバムにおいて初めて50万枚を突破した作品であることの他に、通常盤と同日にリリースされたB'zのアルバム『MARS』がオリコン・ウィークリーチャートにおいて1位を獲得したことから、初めてビーイング系のグループがベスト3に2作品チャートインすることになった。その他、本作はソニー・ミュージックによる「MDソフト第1弾作品88タイトル」のラインナップとして選定された上で1992年11月1日にMD盤として再リリースされた他、2003年7月2日にはCD盤として再々リリースされている。

## ツアー
本作を受けたコンサートツアーは「TUBE LIVE AROUND '91 楽園宣言」と題して、本作リリース前となる1991年4月13日の秦野市文化会館公演を皮切りに、同年7月14日の綾瀬市民会館公演まで41都市全47公演が行われた。また野外ライブツアーは「TUBE LIVE AROUND SPECIAL '91 猛烈残暑」と題して、同年7月25日の阪神甲子園球場公演を皮切りに、8月31日の宜野湾市海浜公園野外劇場公演まで5都市全5公演が行われた。同ツアーには8月7日に名古屋城深井丸特設ステージ公演が含まれており、過去の名古屋公演は台風に見舞われるなど相性が悪く、同ツアーにおいても前日までは雨天であり相性の悪さを痛感していたメンバーであったが、当日は一転して快晴となり野外ライブ日和になっていた。
過去の野外ライブではオープニングにおいて派手な演出を行っていたTUBEであったが、同ツアーにおいては手を振りながら4人が普通に登場し、アコースティック・ギターを抱えた前田が挨拶するとそのまま「あー夏休み」が演奏された。また通常であればライブ後半で行われていた水柱が上がる演出も2曲目「夏よ走れ」において行われ、公演ごとに水量が増していった結果ステージだけでは収まらず最前列にいる聴衆にも水が掛かる事態になった。しかし水が掛かった聴衆の多くは迷惑そうな顔をせず、むしろ水が届かなかった聴衆が残念そうな顔をしている状態になった。その後は「泣き濡れてカニと戯るバトルロイヤル・ビーチ」「Have Some Fun Tonite」「HA・DA・KAでいこう」がダンスとともに披露された。中盤に演奏された「十年先のラブストーリー」においてはステージ後方に滝が用意され水が流される演出が行われ、後半に演奏された「Go Ready Go」においては特大の噴水が上がるなど水を使用した特効が多く行われた。アンコールにおける「ウルトラバイオレットNO.1」の演奏時にはステージ袖から大勢のスタッフが現れ、一列に並んだ状態で歌に合わせて踊りだすという演出が行われた。

## 収録曲
- CDブックレットに記載されたクレジットを参照[29]。

| 全作曲: 春畑道哉、全編曲: TUBE。 |                                                |           |            |      |
| #                                | タイトル                                       | 作詞      | 作曲・編曲 | 時間 |
| 1.                               | 「湘南My Love」                                | 前田亘輝  | 春畑道哉   | 4:31 |
| 2.                               | 「はよつけ鎌倉」                               | 前田亘輝  | 春畑道哉   | 3:48 |
| 3.                               | 「茅ヶ崎Pipeline」                             | 前田亘輝  | 春畑道哉   | 4:47 |
| 4.                               | 「泣き濡れてカニと戯るバトルロイヤル・ビーチ」 | 前田亘輝  | 春畑道哉   | 3:54 |
| 5.                               | 「めぐりくるSeason」                           | 前田亘輝  | 春畑道哉   | 4:52 |
| 6.                               | 「Surf Song」                                  | 松本玲二  | 春畑道哉   | 3:59 |
| 合計時間:                        | 合計時間:                                      | 合計時間: | 25:51      |      |

| #         | タイトル                     | 作詞      | 作曲・編曲 | 時間 |
| --------- | ---------------------------- | --------- | ---------- | ---- |
| 7.        | 「ウルトラバイオレットNO.1」 | 前田亘輝  |            | 3:42 |
| 8.        | 「夏よ走れ」                 | 前田亘輝  |            | 4:20 |
| 9.        | 「葉山でDance! All Night」   | 前田亘輝  |            | 4:05 |
| 10.       | 「Smile And Peace」          | 前田亘輝  |            | 5:01 |
| 11.       | 「十年先のラブ・ストーリー」 | 前田亘輝  |            | 5:59 |
| 合計時間: | 合計時間:                    | 合計時間: | 23:07      |      |

## スタッフ・クレジット
- CDブックレットに記載されたクレジットを参照[30]。

### TUBE
- 前田亘輝
- 春畑道哉
- 角野秀行
- 松本玲二

### 参加ミュージシャン
- 斎藤ノブ – パーカッション
- 沓野行秀 – パーカッション
- 土居通宏 – パーカッション
- 吉川忠英 – アコースティックギター
- 小松“カントリー”久 – ギター・ソロ演奏（7曲目）
- 勝田一樹 – サックス
- 栗林誠一郎 – コーラス
- 伊藤一義 – コーラス
- 牧穂エミ – コーラス
- 小野塚“ビッグフェイス”晃 – キーボード、サウンドアドバイザー

### 録音スタッフ
- 長戸大幸 – プロデューサー
- 小松久 – ディレクター
- 山本千絵 – コ・ディレクター
- 相原雅之 – ミキシング・エンジニア、レコーディング・エンジニア
- 佐々木泰郎 – レコーディング・エンジニア
- スタジオバードマン・ミキシング・チーム – レコーディング・エンジニア
- 蓬田尚紀 – アシスタント・エンジニア
- 三橋真理 – アシスタント・エンジニア
- 青木良樹 – アシスタント・エンジニア
- 笠井鉄平 – マスタリング・エンジニア

### 美術スタッフ
- 泉沢光雄 – アート・ディレクション、デザイン
- 菅野秀夫 – 写真撮影
- 安井いち子 – 衣装
- 吉田和則 – ヘアー&メイク
- 浅沼テイジ – イラストレーション

### その他スタッフ
- システムクラフト – サンクス
- プロマーク（英語版） – サンクス
- スガナミ楽器 – サンクス
- モリダイラ楽器 – サンクス
- ヴァレー・アーツ – サンクス
- ヤマハ – サンクス
- コルグ – サンクス
- ミリバール – サンクス
- PORTION HOMME – サンクス
- ポッシュボーイ – サンクス
- SPRODUCTION INC. – サンクス
- パーリーゲイツ – サンクス
- ナイジェル・ケーボン – サンクス
- デモブメン – サンクス
- FOOLS PARADISE – サンクス
- バスコ – サンクス
- ニコン – サンクス
- ギャラモンド – サンクス
- CENTO OTTO – サンクス
- 中島正雄 – スペシャル・サンクス
- 津田敏忠（ホワイトミュージック） – マネージメント・スタッフ
- おがわとおる（ぐあんばーる） – マネージメント・スタッフ
- 橋爪健康 – エグゼクティブ・プロデューサー
- 菅原潤一 – エグゼクティブ・プロデューサー

## チャート、認定
| チャート         | 最高順位 | 登場週数 | 売上数   | 備考       | 出典  |
| ---------------- | -------- | -------- | -------- | ---------- | ----- |
| 日本（オリコン） | 3位      | 3回      | 9.4万枚  | 初回限定盤 | [ 2 ] |
| 日本（オリコン） | 5位      | 22回     | 41.8万枚 | 通常盤     | [ 2 ] |

| 国/地域 | 認定組織         | 日付      | 認定     | 売上数   | 出典   |
| ------- | ---------------- | --------- | -------- | -------- | ------ |
| 日本    | 日本レコード協会 | 1991年6月 | プラチナ | 400,000+ | [ 31 ] |

## リリース日一覧
| No. | リリース日     | レーベル                                     | 規格         | カタログ番号 | 備考                   | 出典                 |
| --- | -------------- | -------------------------------------------- | ------------ | ------------ | ---------------------- | -------------------- |
| 1   | 1991年5月25日  | ソニー・ミュージックレコーズ                 | CD           | SRCL-1934～5 | 初回限定盤             | [ 2 ] [ 32 ] [ 33 ]  |
| 2   | 1991年5月29日  | ソニー・ミュージックレコーズ                 | CD           | SRCL-1936    | 通常盤                 | [ 2 ] [ 22 ] [ 34 ]  |
| 3   | 1991年5月29日  | ソニー・ミュージックレコーズ                 | CT           | SRTL-1722    |                        | [ 2 ] [ 32 ]         |
| 4   | 1992年11月21日 | ソニー・ミュージックレコーズ                 | MD           | SRYL-7033    |                        | [ 32 ] [ 35 ]        |
| 5   | 2003年7月2日   | ソニー・ミュージックアソシエイテッドレコーズ | CD           | AICL-1460    |                        | [ 32 ] [ 36 ] [ 37 ] |
| 6   | 2012年11月7日  | ソニー・ミュージックレーベルズ               | AAC-LC       | -            | デジタル・ダウンロード | [ 38 ]               |
| 7   | 2012年11月7日  | ソニー・ミュージックレーベルズ               | ロスレスFLAC | -            | デジタル・ダウンロード | [ 39 ]               |